# Zacanguirete
Zacanguirete är en ort i Mexiko.   Den ligger i kommunen Huetamo och delstaten Michoacán de Ocampo, i den södra delen av landet, 200 km väster om huvudstaden Mexico City. Zacanguirete ligger 689 meter över havet och antalet invånare är 152.
Terrängen runt Zacanguirete är kuperad. Runt Zacanguirete är det ganska glesbefolkat, med 27 invånare per kvadratkilometer. Närmaste större samhälle är Huetamo de Núñez, 18,7 km söder om Zacanguirete. I omgivningarna runt Zacanguirete växer huvudsakligen savannskog.